# 私が私であるために
『私が私であるために』（わたしがわたしであるために）は、日本テレビ系列 『ドラマ・コンプレックス』枠内で放送された単発テレビドラマ。2006年10月10日、22:00 - 23:53に放送。視聴率7.8％。

## 概要
『ドラマ・コンプレックス』枠内で特別企画として放送された。性同一性障害をテーマに扱った作品で、性同一性障害の当事者も3名出演し、それぞれが性同一性障害を抱える役どころを演じたことでも話題となった。視聴率は決して高くはなかったものの、性同一性障害を一般に理解させる内容においた点では評価は高かった。
このドラマに出演した中村中が歌う劇中歌の「友達の詩」は、前評判を受けてロングヒットを記録する事となった。
2007年2月21日にはバップよりDVDが発売された。また同年の7月14日、第16回東京国際レズビアン&ゲイ映画祭にて上映された。

## ストーリー
大学生のひかるには、仲間には言えない事があった。彼女は生まれながら、性同一性障害を抱えていた。
ある日、ひかるは性別適合手術をしたいと姉のいぶきに相談。いぶきの提案で父親の誠一の誕生日に告白する事になった。ひかるは、いぶきと母親の典子と、心を込めて誕生日のための料理を作ったものの、ワンピース姿に化粧をしているひかるに父親は激怒し、衝突してしまう。また子供の顔が見たいと言われている智から別れを切り出されてしまう…
同じ性同一性障害を抱える凛が確実に自身の夢への実現に向かう姿を見て、何とか自分の思いを説得しようと奮起する矢先、偶然遭遇した元カレの配偶者のあゆみに自己存在を否定され、その場を見ていた智にも軽蔑されてしまう。また、ひかるが性同一性障害と知ったいぶきの婚約者の亮太からいぶきが婚約破棄をされてしまう。このような状況で一向に理解を示さない父親の誠一に、ひかるは「私を殺して」と泣き叫ぶ。

## キャスト
- 朝比奈ひかる：相沢咲姫楽
- 朝比奈誠一：橋爪功
- 朝比奈典子：竹下景子
- 朝比奈いぶき：浅見れいな
- 森村智：中村俊介
- 武居亮太：鳥羽潤
- 篠原あゆみ：雛形あきこ
- 蓮見凛：中村中
- 田村医師：原日出子
- 渡部医師：名高達男 （特別出演）
- 殿村一輝：青山草太
- 広瀬：益岡徹
- ami：竹内亜美
- 看護師：磯野貴理子

他

## スタッフ
- 脚本：川嶋澄乃、上川伸廣
- 監督：上川伸廣
- マジック指導：ナポレオンズ
- 医療監修：岩尾光浩（西新宿メンタルクリニック）
- 協力：山本蘭（gid.jp代表）
- 制作協力：テレパック

## 音楽
- 劇中歌：中村中 「友達の詩」 （avex trax）
- エンディングテーマ：米米CLUB 「君を離さない」 （ソニー・ミュージックレコーズ）